# 다카미야정 (시가현)
다카미야정(高宮町)은 시가현 이누카미군에 설치되었던 정이다. 현재의 히코네시에 해당한다.